# Suprapatellarwulst
Der Suprapatellarwulst ist eine Vorwölbung des Muskelbauchs des Musculus vastus medialis an der Innenseite der Oberschenkelvorderseite oberhalb der Kniescheibe (Patella). Dieser bei entspanntem  Musculus quadriceps femoris und gestrecktem Knie auftretende Wulst wirkt zweigeteilt. Der kniewärts gelegene Anteil wird durch den Muskel-Sehnen-Übergang hervorgerufen. Der obere Anteil entsteht durch eine streifenförmige Abspaltung der Fascia lata, die schräg verlaufend am Knie ansetzt. Der Suprapatellarwulst reicht seitlich bis zum Tractus iliotibialis.